# Аркесилай (мифология)
Аркесилай (др.-греч. Ἀρκεσίλαος) — персонаж древнегреческой мифологии.
Происходил из царского эолийского рода. Был сыном Архилика и Феобулы, внуком Итона и правнуком Беота — эпонима беотийцев. В других интерпретациях отца Аркесилая звали Ареилик или Лик.
Впервые упомянут в «Илиаде» Гомера в числе пяти воевод беотийцев, которые на пятидесяти кораблях отправились к Трое. Диодор Сицилийский при описании рода Итона писал об Аркесилае и его брате Профоеноре, которые отправились под Трою во главе всех беотийцев. Псевдо-Гигин указывал, что Аркесилай руководил десятью кораблями из Беотии, а его брат Профоенор — восемью из Феспий. Под Троей был убит Гектором.
В историческое время могилу Аркесилая показывали на берегу реки Геркина возле беотийского города Лебадия. По преданию там его захоронил двоюродный брат Леит, который привёз останки из-под Трои.
Именем Аркесилая назван астероид Юпитера, который 19 сентября 1973 года открыли голландские астрономы К. Й. ван Хаутен, И. ван Хаутен-Груневельд и Том Герельс в Паломарской обсерватории.